# Deborah Nadoolman
Deborah Nadoolman Landis (New York, 26 maggio 1952) è una costumista e insegnante statunitense.
È attiva specialmente nell'ambito del cinema. Ha lavorato a pellicole quali Animal House, The Blues Brothers - I fratelli Blues, I predatori dell'arca perduta e molte altre.

## Biografia
Nata in una famiglia di fede ebraica, termina i propri studi alla UCLA nel 1975. Li perfeziona poi a Londra, al Royal College of Art.
Nella sua carriera ha creato costumi divenuti vere e proprie icone sia nella storia del designer cinematografico, che della moda in generale. Basti citare il cappello e il giacchetto di Indiana Jones o l'abito rosso che Michael Jackson indossa nel videoclip di Thriller.
Ha ricevuto una candidatura agli Oscar ai migliori costumi nel 1989 per i l film Il principe cerca moglie.

## Vita privata
È sposata col regista John Landis e madre di Max Landis.